# Катастрофа російського військового Ту-154 (2016)
Катастрофа російського військового Ту-154 — авіаційна катастрофа російського військового літака Ту-154 з російськими військовими артистами, а також журналістами, що прямували в Сирію. Пригода сталася вранці 25 грудня 2016 року над Чорним морем неподалік від Сочі.
Військовий літак зник із радарів о 05:40, через 20 хвилин (за Московським часом) після вильоту із Сочі. За іншими даними Літак Ту-154 Міністерства оборони Росії вилетів з Адлера до Сирії в неділю, 25 грудня, о 04:25 за Київським часом і пропав з радарів через 2 хвилини після зльоту. Повідомлялося, що він прямував у сирійську Латакію. На його борту було вісім членів екіпажу та 84 пасажири. Серед пасажирів журналісти «Першого каналу», каналу «Звезда», музиканти та артисти ансамблю імені Александрова.
Міноборони РФ оприлюднило список пасажирів Ту-154. Зокрема, на борту Ту-154 була директор організації «Справедлива допомога» Єлизавета Глінка, більше відома як «доктор Ліза».
Станом на 25 грудня 2016 року тіла загиблих вже почали виявляти на місці катастрофи Ту-154.

## Пасажири і екіпаж
На борту перебувало 84 пасажири і 8 членів екіпажу. З-поміж пасажирів — 64 музиканти ансамблю імені Александрова (майже весь хор, а також частина оркестру — баяністи та балалаєчники), вісім військовослужбовців (у тому числі художній керівник ансамблю Валерій Халілов), дев'ять журналістів (по троє співробітників телекомпаній «Перший канал», «Зірка» і НТВ), двоє федеральних державних службовців, у тому числі директор департаменту культури Міноборони Антон Губанков, автор пісні «Ввічливі люди»; голова фонду «Справедлива допомога» Єлизавета Глінка.

## Хронологія подій

### Катастрофа
Літак Міноборони Росії здійснював рейс Чкаловський — Авіабаза «Хмеймім» (Сирія) з проміжною посадкою в аеропорту Сочі для дозаправлення.
Борт належав Міноборони РФ, тому прямий курс з Москви на Латакію був неможливий, оскільки Туреччина закрила свій повітряний простір для російської військової авіації. Дозаправлення в Сочі була потрібна саме тому, що на політ навколо Туреччини запасу пального було недостатньо. Відповідно, прямий курс з Адлера на Латакію через Чорне море й Туреччину був неможливий через заборону Туреччини на прольоти російської військової авіації. Тому проклали маршрут навколо Туреччини зі сходу: уздовж Кавказького хребта в сторону Каспію, над Каспієм і далі над північним Іраком із заходом на Латакію зі сходу. Саме тому відразу після зльоту в південному напрямку, лайнер розвернувся на північний схід.
Літак вилетів із Сочі 25 грудня о 05:25 (02:25 GMT), але за дві хвилини, у 05:27, пропав з екранів радарів і впав за п'ять кілометрів від берега Чорного моря, у напрямку до Анапи.

### Пошукова операція
Було розпочато пошук літака службами Міністерства оборони Російської Федерації і МНС Росії. Пошукова операція координується з Національного центру управління обороною Міністром оборони Сергієм Шойгу. У Чорному морі спочатку пошук вели сім суден, а також п'ять вертольотів Мі-8. Уламки літака і особисті речі пасажирів були виявлені в морі на відстані 12-14 кілометрів від берега на глибині 50-70 метрів. Знайдені тіла жертв катастрофи.

## Розслідування

### Офіційні версії
За попередніми даними, причиною аварії військового літака ТУ-154 була технічна несправність або помилка пілотування. Військовий слідчий відділ Слідчого комітету Російської Федерації по Сочинському гарнізону порушив кримінальну справу за ст. 651 КК РФ (порушення правил польотів, що спричинило тяжкі наслідки). Справу передано до Центрального апарату Слідчого комітету. Розслідуванням катастрофи займається комісія Міноборони Росії на чолі із заступником міністра оборони генералом армії Павлом Поповим і державна комісія на чолі з головою Уряду Дмитром Медведєвим.

### Неофіційні версії
Окремі експерти не виключають, що на борту літака стався вибух внаслідок терористичного акту. На це вказують значний розліт фрагментів, відсутність сигналів тривоги та інші фактори. У мережі з'явилося відео з вебкамери на пляжі «Огоньок» в Адлері неподалік від Сочі, на якому видно спалах у небі приблизно у той час і у тому місці, де сталася катастрофа російського військового літака Ту-154.
ЗМІ Росії також поширювали версію, що аварія сталась через спробу екіпажу посадити літак на воду і є свідок цієї спроби — співробітник берегової охорони прикордонних військ Росії. Проте, аварія сталась при глибокій темряві, більше ніж за 2 години до сходу сонця.

### Результати розслідування
За словами представників Міноборони РФ, попередня розшифровка «чорних скриньок» показала, що на борту не було вибуху. За наслідками розслідування Міноборони РФ, катастрофа була наслідком помилок командира літака.

## Реакція
За розпорядженням президента РФ Путіна 26 грудня в РФ оголошено загальнонаціональним днем жалоби за загиблими внаслідок авіакатастрофи. За спостереженням українського журналіста Юрія Макарова, спектр реакцій у світових мережах на цю подію був неоднозначним і поляризованим: від співчуття і до зловтіхи зі значною часткою іронії, яка в українському суспільстві була ще більшою на фоні гібридної війни та ненависті до ворога: 
|  | ...Коли прийшла звістка про катастрофу російського військового борту, набитого гуманітарним десантом до Алеппо, мережі вибухнули. Більшість не приховувала свого задоволення справедливістю Божої кари, і мені забракне гуманізму цих людей засуджувати. Інша частина, менша, але дуже емоційна й помітна, якраз демонструвала надлишки того гуманізму. «Не танцюйте на кістках… Проявіть співчуття… Пожалійте людей, у них залишилися сім’ї… Де ваша емпатія? Просто помовчіть…» |

. Прикладом іронічно-глузливої реакції можна навести серію карикатур французького журналу «Charlie Hebdo», яка викликала справжню лють офіційної Москви.